# Marcel Kauffmann
Marcel Kauffmann, né le 22 mai 1910 et mort le 17 septembre 1969, est un footballeur international français.

## Biographie
Son poste de prédilection est attaquant. Ailier droit rapide et efficace durant toute sa carrière au club de sa ville natale. Il fut beaucoup moins fringant en équipe de France, où il accumula les défaites et les déconvenues. Ainsi ne participa-t-il pas à la première Coupe du monde en Uruguay, alors qu’il était entré dans le cercle des sélectionnables deux petits mois avant le grand départ.
Il compte cinq sélections en équipe de France de football : France-Tchécoslovaquie à Colombes au stade olympique Yves-du-Manoir en 1930, France-Écosse à Colombes au stade olympique Yves-du-Manoir en 1930, Belgique-France à Liège au stade du Pont d’Ougrée en 1930, France-Pays-Bas à Colombes au stade olympique Yves-du-Manoir en 1931, France-Autriche à Paris au Parc des Princes en 1933.

### Clubs successifs
- FC Mulhouse